# Kasteel Aldegonde
Het kasteel Aldegonde of kasteel van Souburg stond in het Nederlandse dorp West-Souburg, provincie Zeeland.

## Geschiedenis
De heren Van Souburg waren waarschijnlijk al in de 12e eeuw actief. Diverse familieleden werden in de 13e eeuw vermeld: zo was Boudewijn van Souburg vermoedelijk ambachtsheer van Oost-Souburg. Eind 13e eeuw verplaatste hun aandacht zich naar de Alblasserwaard, waar Nicolaas van Souburg het ambacht Alblas in bezit kreeg en er het kasteel Hof te Souburgh zou bouwen.

### Van Borsele
In 1378 werd Gillis van Borsele de nieuwe heer van Souburg. Hij overleed in 1391 en liet de ambachtsheerlijkheid na aan zijn zoon Floris. Na het overlijden van Floris in 1448 werd zijn dochter Elisabeth de nieuwe ambachtsvrouwe. Zij zou het ambacht weer nalaten aan haar eigen dochter, Maria, die in 1451 op het kasteel trouwde met haar neef Adriaan van Borsele van Brigdamme.
Nadat Maria was overleden hertrouwde Adriaan in 1457 met Anna van Bourgondië. Adriaan stierf in 1468, waarschijnlijk door vergiftiging, en liet geen kinderen na. Maria hertrouwde met Adolf van Kleef-Ravenstein. Na haar overlijden in 1508 ging het kasteel naar Filips van Bourgondië.

### Aldegonde
In 1567 verkocht koning Filips II het kasteel en het ambacht West-Souburg aan Jeronimus de Rollé, die baljuw van Veere was. In 1572 werd het kasteel bezet door de Watergeuzen. Om te voorkomen dat de Spanjaarden het kasteel konden gebruiken, staken de Watergeuzen het kasteel in april 1573 in brand. Eigenaar Jeronimus de Rollé sneuvelde datzelfde jaar nog in de strijd tegen de Spanjaarden en zijn erfgenamen verkochten in 1578 de ruïne en het ambacht aan Filips van Marnix van Sint-Aldegonde. Onder Filips werd het kasteel hersteld en reeds in 1579 nam hij er zijn intrek. Vanwege zijn vroegere bezit te Sint-Aldegonde gaf hij het herstelde kasteel de naam Aldegonde.

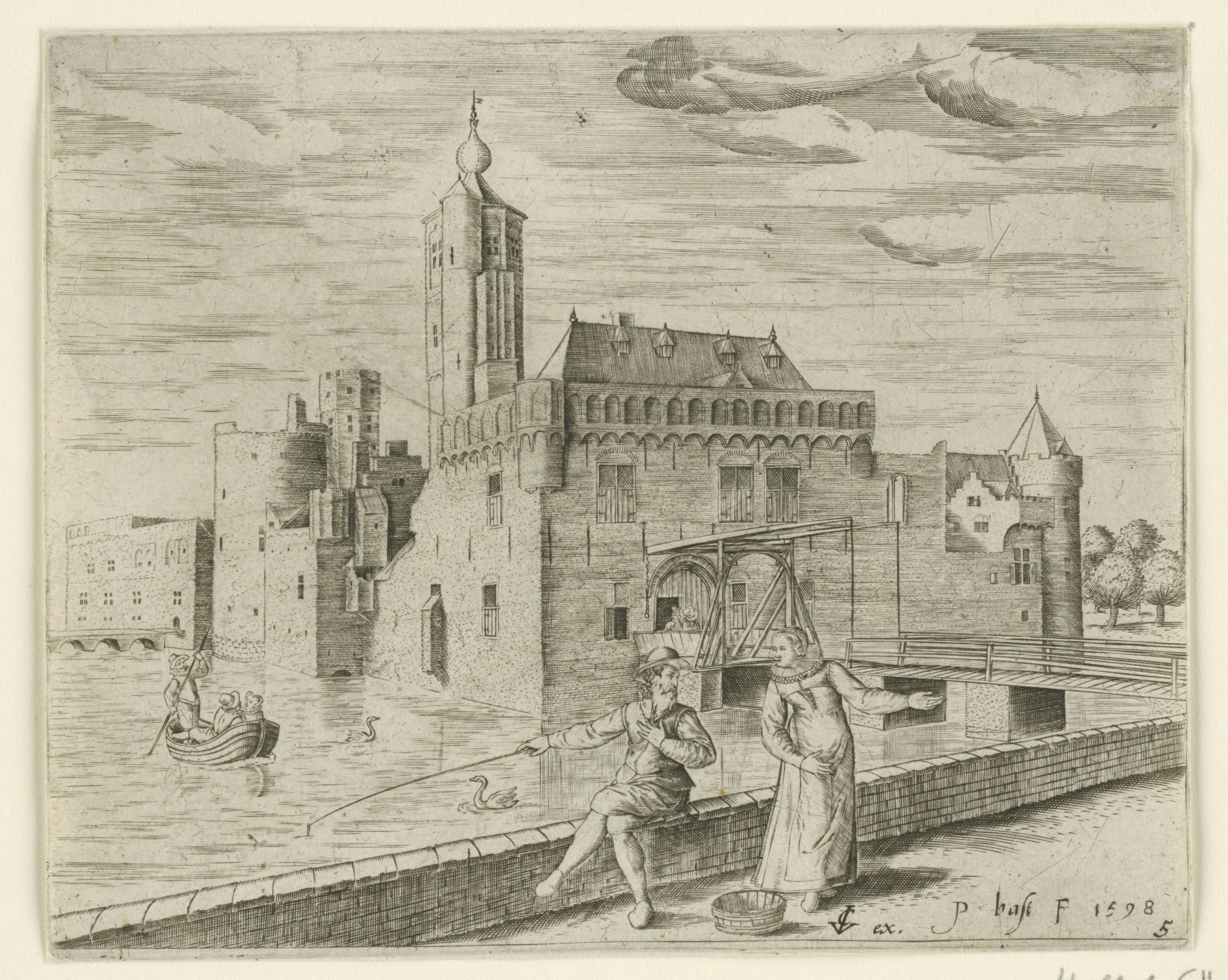
Het kasteel in 1598. De afbeelding is in spiegelbeeld.

In 1598 overleed Filips van Marnix aan de pest en hij liet het kasteel en ambacht na aan zoon Jacob, die echter al een jaar later kwam te overlijden. Nu werd Jacobs dochter Walburg van Marnix (†1654) de nieuwe eigenaar. Zij zou in 1638 alles verkopen aan de stad Middelburg, die het kasteel vervolgens aan derden verhuurde.

### Van Pere
In 1679 verkocht Middelburg het kasteel aan de Vlissingse burgemeester Isaäk van Pere. Zijn broer Cornelis liet het vervallen binnenhof opruimen en creëerde er een plein. Cornelis de Pere liet het slot en de heerlijkheid in 1746 na aan zijn neef Adriaan Steengracht.

### Sloop
Onder Adriaan Steengracht werd het kasteel aangepast en gemoderniseerd. Hij overleed kinderloos in 1773 en liet het kasteel en ambacht na aan zijn nicht Cornelia Jacoba Steengracht. Tien jaar later werd het onbewoonde kasteel voor afbraak verkocht en direct gesloopt.
Vanaf 1920 werd ook de gracht gedempt.

### Archeologisch onderzoek
In de jaren 70 van de 20e eeuw werd op de kasteellocatie de nieuwbouwwijk Westerzicht gepland. Bij de aanleg van de riolering in de winter van 1971/1972 werden de funderingen van het kasteel aangetroffen. Ook vond men onder andere glaswerk, aardewerk, tinnen kannen en bronzen borden. Nader archeologisch onderzoek bracht de restanten van de voorburcht en de hoofdburcht aan het licht. Na afloop zijn de fundamenten weggebroken en is het kasteelterrein overbouwd. 

## Beschrijving
De oudste vermelding van het kasteel dateert uit 1448. Dit komt overeen met de vondsten die in 1971/1972 zijn gedaan: de oudste voorwerpen stammen uit het tweede kwart van de 15e eeuw. Het is niet bekend of er een eventuele voorganger heeft gestaan: het is aannemelijk dat de heren van Souburg in de 13e en 14e eeuw over een kasteel beschikten, maar er zijn geen aanwijzingen gevonden dat er op de plek van het 15e-eeuwse slot een ouder kasteel heeft gestaan.  
Anna van Bourgondië woonde in de 15e eeuw op het kasteel en beschikte daar over een grote hofhouding. Het omgrachte complex bestond uit een hoofdburcht en een aparte voorburcht. De hoofdburcht had drie vleugels rondom een binnenplaats; de vierde zijde werd afgesloten door een muur met een poortgebouw. 
Filips van Bourgondië liet het kasteel verbouwen tussen 1509 en 1517. Hiervoor had hij onder andere de schilders Jan Gossaert en Jacopo de Barbar ingehuurd. Zowel Cornelis de Pere als Adriaan Steengracht lieten het kasteel in de 18e eeuw verder verfraaien. 

### Bekende gasten
Het slot is door diverse vorsten bezocht. In 1454 verbleef hertog Karel de Stoute op het kasteel. Maximiliaan van Oostenrijk verbleef er in 1478 toen hij werd ingehuldigd als de nieuwe graaf van Zeeland. Karel V was er in 1515 en 1556 te gast: in dat laatste jaar tekende hij hier de akte waarin hij het keizerschap overdroeg aan zijn broer Ferdinand.
Aldegonde · Kasteel van Axel · Baarland · Baarsdorp · Barbestein · Biervliet · Bieweg · Blodenburg · Huis der Boede · Brijdorpe · Bruëlis · 't Burchtje · Burggravensteen · Buttinge · Coxijde · Crayenstein · Duinbeek · Duivelsberg · Ellewoutsdijk · Filippenburg · Geersdijk · Gistellis · Gravenhof · Slot Haamstede · Kasteel Hellenburg · Herkestein · Heuvelsweg · Hoge Huis · Ter Hooge · Hoogkamer · Kats · Kind van Trente · Kleverskerke · Kortgene · Kreke · Kruiningen · Laterdale · Lodijke · Maalstede (Hulst) · Maalstede (Kapelle) · Magdalon · Hof Ter Moere · Moermond · Te Mortiere · Muiden · Hof ter Nisse (Nisse) · Hof ter Nisse (Ossenisse) · Oostende · Oostende (Goes) · Oosterstein · Poelvoorde · Poortvliet · Popkensburg · De Pottere · Poucques · Pronkenburg · Ravenstein · Saeftingher Slot · Kasteel van Sint-Maartensdijk · Schengen · Sluis · Smallegange · Stavenisse · Tolhuis van Iersekeroord · Huus ter Tolne · Torenberg · Torenhoeve · Toren van Bourgondië · Troye · Valkenisse · Vinninghen · Vlissingen · Voorhoute · Waarde · Watervliet · Weldamme · Welland · Huis te Werf · Te Werve · Westenschouwen · Westhove · Westkerke · Windenburg · Zandenburg · Zwanenburg